# AutoBok
AutoBok är ett Windowsprogram som kan användas av de som innehar ett avtal med Talboks- och punktskriftsbiblioteket för att automatisera skapande av talböcker.
Programmet styr en robot som automatiskt bränner en eller flera CD-skivor och skriver metadata såsom titel, uppläsare, bokens längd, om den består av flera skivor mm direkt på skivan.
Användaren loggar in via TPB:s webbsida och beställer boken, Autobok fångar upp boken och bränner den på skivan och skriver textinformationen direkt på skivan utan att användaren behöver göra något.